# Урош Митровић
Урош Митровић (Београд, 24. јануар 1984) је српски рукометаш. Игра на позицији средњег бека. Тренутно игра за Партизан.

## Каријера
Митровић је прошао млађе категорије Партизана а за први тим је дебитовао 2002. године и у тој сезони је са Партизаном постао првак државе. Са Партизаном је освојио и куп Србије 2007 године у Крагујевцу. У полуфиналу Партизан је победио Црвену звезду а у финалу је био бољи од Југовића из Каћа. Урош Митровић је одлично играо и проглашен је за најкориснијег играча турнира.
Након освојеног купа одлази у Шпанију где наступа за Октавио из Вига. Након две године прелази у француски Кретеј за који игра три године. Због повреде рамена у сезони 2011/12. је пропустио већи део сезоне. Након пет година проведених у иностранству Митровић се 2012. године вратио у Партизан.
За репрезентацију Србије одиграо је 18 утакмица.

## Успеси
- 2003. године првак Србије и Црне Горе са Партизаном
- 2007. године освјач купа Србије са Партизаном
- 2012. године освајач Суперкупа Србије са Партизаном
- 2013. године освајач Купа Србије са Партизаном